# Teorema de Lagrange (teoria dos grupos)
O Teorema de Lagrange, aplicado na teoria dos grupos, é um teorema que diz que se {\displaystyle G} é um grupo finito e {\displaystyle H} é subgrupo de {\displaystyle G} então a ordem (quantidade de elementos) de {\displaystyle H} divide a ordem de {\displaystyle G.} Provemos um resultado antes de partir para a demonstração do Teorema de Lagrange.
Teorema 0.1
Se {\displaystyle \star } é uma relação de equivalência em {\displaystyle S} então {\displaystyle S=\bigcup [a],} onde tal união é sobre um elemento de cada classe e onde {\displaystyle [a]\neq [b]} implica {\displaystyle [a]\cap [b]=\emptyset .} Ou seja, {\displaystyle \star } particiona {\displaystyle S} em classes de equivalência.
Demonstração
Seja {\displaystyle a\in S.} Note que {\displaystyle a\in [a].} Portanto, é claro que {\displaystyle S={\underset {a\in S}{\bigcup }}[a].}
Suponhamos que {\displaystyle [a]\cap [b]\neq \emptyset } e provemos que {\displaystyle [a]=[b].}
Seja {\displaystyle c\in [a]\cap [b].}
Então {\displaystyle c\star a} e {\displaystyle c\star b.}
Por um lado {\displaystyle {\begin{cases}c\star a\Leftrightarrow a\star c\\c\star b\end{cases}}\Rightarrow a\star b\Rightarrow a\in [b]}
Por outro {\displaystyle {\begin{cases}c\star a\\c\star b\Leftrightarrow b\star c\end{cases}}\Rightarrow b\star a\Rightarrow b\in [a].}
Seja {\displaystyle x\in [a].}
Então {\displaystyle x\star a.}
Mas {\displaystyle a\star b,} logo {\displaystyle x\star b} e assim {\displaystyle x\in [b].}
Portanto {\displaystyle [a]\subset [b].} Seja {\displaystyle y\in [b].}
Então {\displaystyle y\star b.} Mas {\displaystyle b\star a,} logo {\displaystyle y\star a} e assim {\displaystyle y\in [a].}
Portanto {\displaystyle [b]\subset [a].}
E, dessa forma, {\displaystyle [a]=[b].} {\displaystyle \Box }

## Demonstração do Teorema de Lagrange
Seja {\displaystyle \star } a relação de equivalência definida por {\displaystyle a\star b} se {\displaystyle ab^{-1}\in H.}
Temos que {\displaystyle [a]=Ha=\{ha~|~h\in H\}.}
Seja {\displaystyle k} o número de classes de distintas de {\displaystyle G} - chamemo-as de {\displaystyle Ha_{1},\ldots ,Ha_{k}.}
Pelo Teorema 0.1, {\displaystyle G=Ha_{1}\cup \ldots \cup Ha_{k}} e sabemos que {\displaystyle Ha_{i}\cap Ha_{j}=\emptyset ,} se {\displaystyle i\neq j.}
Provemos que qualquer {\displaystyle Ha_{i}} possui {\displaystyle |H|} elementos.
Seja {\displaystyle \varphi :H\to Ha_{i}} uma função tal que {\displaystyle \varphi (h)=ha_{i},~\forall h\in H}
Provemos que {\displaystyle \varphi } é bijetora.
Note que {\displaystyle \varphi } é injetora pois {\displaystyle \varphi (h)=ha_{i}=h'a_{i}=\varphi (h')} implica {\displaystyle h=h'} e é sobrejetora pela definição de {\displaystyle Ha_{i}.}
Potanto, {\displaystyle \varphi } é bijetora e, assim, {\displaystyle |Ha_{i}|=|H|.}
Como {\displaystyle G=Ha_{1}\cup \ldots \cup Ha_{k}} e tais {\displaystyle Ha_{i}} são disjuntos com {\displaystyle |H|} elementos, teremos que {\displaystyle |G|=k|H|.}
Portanto, {\displaystyle |H|} divide {\displaystyle |G|.} {\displaystyle \Box }